# Frostkåge
Frostkåge is een plaats in de gemeente Skellefteå in het landschap Västerbotten en de provincie Västerbottens län in Zweden. De plaats heeft 132 inwoners (2005) en een oppervlakte van 47 hectare. De plaats ligt aan de Europese weg 4, circa 20 kilometer ten noorden van de stad Skellefteå.